# Hoogovenstoernooi 1978
Het Hoogovenstoernooi 1978 was een schaaktoernooi dat plaatsvond in het Nederlandse Wijk aan Zee. Het werd gewonnen door Lajos Portisch.

## Eindstand
| Nr.    | Speler               | Punten |
| ------ | -------------------- | ------ |
| Goud   | Lajos Portisch       | 8      |
| Zilver | Viktor Kortsjnoj     | 7½     |
| Brons  | Ulf Andersson        | 6½     |
| 4      | Hans Ree             | 6      |
| 4      | Jan Timman           | 6      |
| 6      | Oscar Panno          | 5½     |
| 7      | Henrique Mecking     | 5      |
| 7      | Anthony Miles        | 5      |
| 7      | Miguel Najdorf       | 5      |
| 10     | Gennadi Sosonko      | 4½     |
| 11     | Lubomir Kavalek      | 4      |
| 12     | Paul van der Sterren | 3      |